# Jungfrau (Sternbild)
Die Jungfrau (lateinisch Virgo, astronomisches Zeichen ♍) ist ein Sternbild auf der Ekliptik.

## Beschreibung
Die Jungfrau ist (nach der Wasserschlange) das zweitgrößte Sternbild am Himmel. Sie liegt zwischen dem Löwen (Leo) und der Waage (Libra). Die hellsten Sterne sollen eine liegende Person darstellen.
Der hellste Stern ist Spica mit einer scheinbaren Helligkeit von 0,98 mag. Spica ist in der Verlängerung der Deichsel des Großen Wagen über den hellen Arcturus im Sternbild Bärenhüter zu finden.
Durch die Jungfrau zieht sich die Ekliptik, daher wandern die Sonne, der Mond und die Planeten durch dieses Sternbild. Zur Zeit der Benennung der Sternbilder in der Antike hielt sich die Sonne so von Mitte August bis Ende September im Sternbild Jungfrau auf, was damals mit dem Tierkreiszeichen Jungfrau nahezu identisch war. Aufgrund der Präzessionsbewegung der Erdachse hat sich der Zeitpunkt des Sonnendurchgangs gegenüber der Antike jedoch verschoben. Deswegen befindet sich die Sonne derzeit vom 16. September bis zum 31. Oktober im Sternbild Jungfrau.
Im Sternbild Jungfrau befindet sich der riesige Virgo-Galaxienhaufen, der etwa 2000 Galaxien enthält. Mehrere der Galaxien können bereits mit kleinen Teleskopen beobachtet werden.

## Geschichte
Erstmals erwähnt wird das Sternbild in Mesopotamien; Nach dem MUL.APIN war es unter den Namen MULAB.SIN bzw. šir’u (Ackerfurche) sowie auch unter dšala šubultu Šala (Gott/Göttin die Kornähre) bekannt. Vom Umfang her entsprach es dem heutigen Sternbild Jungfrau, genauer demjenigen Teil davon, der sich südlich der Ekliptik befindet. Der heliakische Aufgang des Sternbildes, um 2700 v. Chr. Mitte August und später um 1900 v. Chr. Ende August, zeigte den Bauern den nahenden Arbeitsbeginn des neuen Jahreszyklus auf dem Feld an. Die Göttin Šala trägt in MULAPIN selbst den Beinamen Kornähre, da der Aufgang des Sternbildes die Endphase der Ernte (Einbringen der Ernte) symbolisierte. Explizit bezog sich die Kornähre auf den Stern Spica (lat. „Ähre“), aber weil Spica der erstaufgehende Stern der Konstellation war, wurde das Sternbild nach diesem Stern benannt.

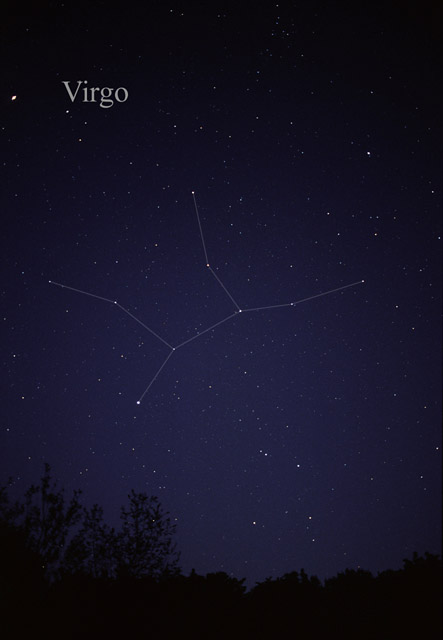
Das Sternbild Jungfrau, wie es mit bloßem Auge gesehen werden kann

Eric Burrows nimmt an (Oxford, 1926), dass der Bedeutungswechsel von Ackerfurche zu Jungfrau über ein hurritisches Wort Sala, Jungfrau erfolgte. So sei Šala eine Göttin des prä-semitischen Syriens (hurritisch, subartisch, mitannisch) gewesen und das Wort Šala spätestens von den Griechen als Jungfrau übernommen worden. In den Keilschrift-Tafeln sei das Sternbild immer mit ab-sim (= Vegetation) oder vergleichbarem aber nie als Jungfrau oder einem ähnlichen Wort bezeichnet worden.
Das gesamte Sternbild Jungfrau hatte um 2700 v. Chr. am 29. August und um 1900 v. Chr. am 6. September in Mesopotamien seinen heliakischen Aufgang. Weitere Verbindungen des Sternbildes werden zu Ištar, Isis oder Kybele hergestellt.
Bei den Griechen der Antike existierten unterschiedlichste Deutungen. So sah man in dem Sternbild Athene, Hera, Persephone, Kallisto, Dike, Astraea oder Erigone.
Die Jungfrau gehört zu den 48 Sternbildern der antiken Astronomie, die von Ptolemäus beschrieben wurden.

## Mythologie

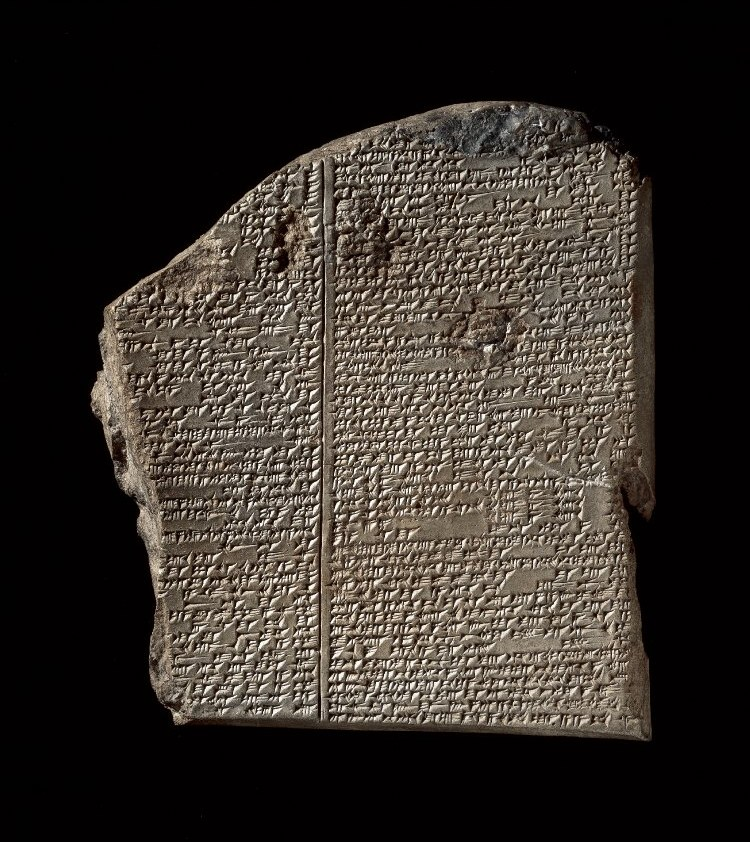
Tafel mit Gilgamesch-Epos.

In der Mythologie von Mesopotamien wurde das Sternbild Jungfrau auch mit Inanna aus dem Gilgamesch-Epos in Verbindung gebracht. Inanna schickte den Himmelsstier auf die Erde, um Gilgamesch und Enkidu zu bestrafen. Als astronomischer Vorgang fand dieser Mythos am Himmel sein Gegenstück. Mit dem heliakischen Aufgang des Sternbildes Jungfrau ging das Sternbild Stier unter; im mythologischen Kontext folgte dem Aufstieg von Inanna das Herabkommen des Stiers auf die Erde, der die Rolle des Regenbringers und des Pflug-Ochsen übernahm.
Aus der klassischen griechischen Mythologie sind folgende Versionen überliefert:
Core/Persephone (Tochter der Demeter und des Zeus)
Das Sternbild soll Persephone, die Tochter der Getreide- und Fruchtbarkeitsgöttin Demeter und von Zeus darstellen. Der ursprüngliche Name Persephones war Core. Diese wurde von ihrem eigenen Vater geschwängert und anschließend ignoriert. Hades, der Bruder Zeus’ und Gott der Unterwelt verliebte sich daraufhin in sie und entführte sie, als sie sich in Sizilien befand. Er nahm sie zur Braut, was Zeus zuließ, und gab der unglücklichen Core den Namen Persephone. Demeter war daraufhin so verzweifelt, dass sie vergaß, ihren Pflichten nachzukommen, woraufhin Ernten ausfielen und Hungersnöte ausbrachen. Außerdem verfluchte sie die Felder Siziliens. Zeus konnte sie vor diesem Schicksal nicht bewahren, sondern lediglich eine Vereinbarung treffen, nach der Persephone die eine Hälfte des Jahres bei ihrem Mann Hades verbringen musste, und die andere Hälfte an die Oberfläche zurückkehren durfte.
Dike (Tochter der Themis und des Zeus)
Nach einer anderen Quelle verkörpert das Sternbild die Göttin Dike, Tochter der Themis und des Zeus. Dike lebte zu einer Zeit auf Erden, zu der es noch keinen Krieg und Gewalt gab und die Erde dem Garten Eden glich. Als sich jedoch die Menschheit erzürnte, flüchtete sie in die Berge und schließlich an den Himmel. Dike wird auch als Tochter des Helios, Kronos oder Nomos und Eusebia genannt.
Astraea (Tochter der Themis und des Zeus )
Es soll sich aber auch um Astraea, die jungfräuliche Tochter der Themis und des Zeus handeln. Sie verkörperte die Gerechtigkeit. Aufgrund der Ungerechtigkeit unter den Menschen kehrte sie enttäuscht in den Himmel zurück. Neben ihr steht das Sternbild Waage, als Sinnbild der Gerechtigkeit. Astraea wird aber auch als Dike identifiziert und umgekehrt.
Erigone (Tochter des Ikarios)
In einer weiteren Version stellt das Sternbild Erigone dar und steht in Verbindung mit den benachbarten Sternbildern Bärenhüter und Jagdhunde. Der Gott Dionysos lehrte Ikarios, den Vater der Erigone, die Kunst des Weinanbaus. Ikarios wollte seinen Wein unter die Menschen bringen und gab ihn einigen Bauern zum Kosten. Diese hatten nie zuvor Wein getrunken und töteten Ikarios, da sie dachten, dass er sie vergiften wollte. Erigone machte sich schließlich mit dem Hund Maira auf die Suche nach dem Vater. Sein Hund fand die Stelle, an der er vergraben wurde, und aus Trauer hängte sich Erigone an einem Baum auf. Der Hund starb ebenfalls aus Trauer und wurde an den Himmel versetzt. Ikarios fand als das Sternbild Bärenhüter Eingang in das Himmelsreich.

## Himmelsobjekte

### Sterne
| B   | F   | Vmag | Namen oder andere Bezeichnungen                                                          | Entf. (ly) | Spektralklasse     |
| --- | --- | ---- | ---------------------------------------------------------------------------------------- | ---------- | ------------------ |
| α   | 67  | 0,98 | Spica, Azimech, Alarph                                                                   | 262        | B1 III/IV + B2 V   |
| γ   | 29  | 2,74 | Porrima, Arich (3,48 mag + 3,50 mag)                                                     | 39         | F0 V + F0 V        |
| ε   | 47  | 2,85 | Vindemiatrix, Vindemiator, Almuredin, Alaraph, Provindemiator, Protrigetrix, Protrygetor | 102        | G8 III             |
| ζ   | 79  | 3,38 | Heze                                                                                     | 73         | A3 V               |
| δ   | 43  | 3,38 | Minelava, Minelauva, Auva, Al Awwa                                                       | ca. 200    | M3 III             |
| β   | 5   | 3,59 | Zavijah, Alaraph, Minelauva                                                              | 36         | F8 V               |
| γ   | 29  | 3,50 | Porrima B, Arich B                                                                       | 39         | F0 V               |
| 400 | 109 | 3,73 | HR 5511                                                                                  | 129        | A0 V               |
| μ   | 107 | 3,87 | HR 5487, Rijl al Awwa                                                                    | 61         | F2 III             |
| η   | 15  | 3,89 | HR 4689, Zaniah                                                                          | 250        | A2 IV              |
| ν   | 3   | 4,04 | HR 4517                                                                                  | 313        | M0 III             |
| ι   | 99  | 4,10 | HR 5338, Syrma                                                                           | 70         | F                  |
| ο   | 9   | 4,12 |                                                                                          | 171        | G8 IIIa CN-1Ba1CH1 |
| κ   | 98  | 4,18 |                                                                                          | 224        | K2.5 III Fe-0.5    |
| τ   | 93  | 4,23 |                                                                                          | 218        | A3 V               |
| θ   | 51  | 4,38 |                                                                                          | 415        | A1 IV + Am         |
| 400 | 110 | 4,39 | HR 5601                                                                                  | 183        | K0.5 IIIb Fe-0.5   |
| λ   | 100 | 4,52 | Khambalia                                                                                | 187        | A2m                |
| π   | 8   | 4,65 |                                                                                          | 360        | A5 V               |
| χ   | 26  | 4,66 |                                                                                          | 320        | A4 V               |
| I   | 74  | 4,68 |                                                                                          | 430        | M2 III             |
| 400 | 61  | 4,74 | 61 Virginis                                                                              | 28         | G6 V               |
| 400 | 69  | 4,76 |                                                                                          | 258        | K0 III-IV CN2Fe0.5 |
| ψ   | 40  | 4,77 |                                                                                          | 420        | M3 IIICa-1         |
| σ   | 60  | 4,78 |                                                                                          | 540        | M1 III             |
| φ   | 105 | 4,81 |                                                                                          | 135        | G2 IV              |
| ξ   | 2   | 4,84 |                                                                                          | 120        | K2 III-IIIb CN1    |
| ρ   | 30  | 4,88 |                                                                                          | 120        | A0 V               |
| 400 | 78  | 4,92 |                                                                                          | 183        | A1p SrCrEu         |
| 400 |     | 4,93 | ET Virginis, HR 5301                                                                     | 540        | M2 IIIa            |
| 400 | 89  | 4,96 |                                                                                          | 242        | K0.5 III-IIIb      |
| c   | 16  | 4,97 |                                                                                          | 285        | K0 IIIb Fe-1       |
| 400 | 70  | 4,97 | 70 Virginis                                                                              | 59         | G4 V               |
| 400 |     | 4,99 | CU Virginis                                                                              | 262        | A0 VpSi            |
| m   | 82  | 5,03 |                                                                                          | 460        | M1.5 III           |
| 400 | 53  | 5,04 |                                                                                          | 106        | F5 III-IV          |
| 400 |     | 5,09 | HR 5392                                                                                  | 151        | A5 V               |
| υ   |     | 5,14 |                                                                                          | 274        | G9 III             |
| 400 | 49  | 5,15 |                                                                                          | 306        | K2 III             |
| p   | 90  | 5,16 |                                                                                          | 254        | K2 III             |
| e   | 59  | 5,19 |                                                                                          | 59         | G0 V               |
| 400 | 32  | 5,22 |                                                                                          | 244        | F0 IIIm            |
| h   | 76  | 5,21 |                                                                                          | 264        | K0 III             |
| 400 | 57  | 5,21 |                                                                                          | 127        | K1 III-IV          |
| ω   | 1   | 5,24 |                                                                                          | 480        | M4 III             |
| 400 | 68  | 5,27 |                                                                                          | 500        | M0 III             |
| A¹  | 4   | 5,31 |                                                                                          | 192        | A1                 |
| 400 | 55  | 5,31 |                                                                                          | 126        | G6 V               |
| 400 |     | 5,33 | HR 5013                                                                                  | 300        | K3 III             |
| 400 | 84  | 5,35 |                                                                                          | 217        | K2 III             |
| b   | 7   | 5,36 |                                                                                          | 276        | A1 V               |
| 400 | 63  | 5,36 |                                                                                          | 320        | K III              |
| 400 | 87  | 5,41 |                                                                                          | 640        | M2 IIIab           |
| 400 | 106 | 5,42 |                                                                                          | 480        | K5 III             |
| 400 | 95  | 5,46 |                                                                                          | 179        | F2 IV              |
| q   | 21  | 5,48 |                                                                                          | 262        | A0 V               |
| 400 | 86  | 5,50 |                                                                                          | 380        | G8 III             |

Spica ist ein 262 Lichtjahre entferntes Mehrfachsternsystem. Der Hauptstern ist ein weiß leuchtender Riesenstern mit der 13.500-fachen Leuchtkraft unserer Sonne. Der Stern pulsiert schwach über einen Zeitraum von 0,174 Tagen und ändert dabei leicht seine Helligkeit. Im Abstand von 0,12 astronomischen Einheiten umläuft ein kleinerer Begleitstern den Hauptstern in etwa vier Tagen. Aufgrund des geringen Abstandes ist der Stern im Teleskop nicht sichtbar. Bei jedem Umlauf zieht der lichtschwächere Begleiter vor dem hellen Hauptstern vorbei, wodurch die Helligkeit leicht abfällt. Spika ist somit ein Bedeckungsveränderlicher. Der Hauptstern wird noch von mindestens zwei kleineren Begleitsternen umkreist, die ebenfalls nicht mit optischen Teleskopen beobachtet werden können.
Der zweithellste Stern ist der 102 Lichtjahre entfernte, gelblich leuchtende ε Virginis. Sein Name, Vindemiatrix, bedeutet „Weinleserin“. Mit bloßem Auge indes erscheint Porrima geringfügig heller.

### Doppelsterne
| System         | Vmag        | Abstand    |
| -------------- | ----------- | ---------- |
| Gamma Virginis | 3,48 / 3,50 | 2010: 1,4” |
| θ              | 4,4 / 8,6   | 7,2”       |
| φ              | 5,0 / 9,2   | 4,7”       |

Gamma Virginis (γ Virginis) ist ein 39 Lichtjahre entfernter Doppelstern. Die beiden etwa gleich großen und gleich hellen Sterne umkreisen einander in rund 170 Jahren. Während eines Umlaufes verändert sich der Winkelabstand relativ stark. 1920 wurde mit 6,2 Bogensekunden der größte Abstand erreicht und die Sterne konnten mit einem kleinen Teleskop beobachtet werden. 2005 wurde der geringste Abstand erreicht und die Sterne standen nur 0,3 Bogensekunden auseinander, was ein größeres Teleskop zur Auflösung der Komponenten nötig machte.

### Veränderliche Sterne
| Stern | Scheinb. Größe (m) | Periode                 | Typ                                                 |
| ----- | ------------------ | ----------------------- | --------------------------------------------------- |
| Spica | 0,98               | 0,174 Tage / 4,014 Tage | Pulsationsveränderlicher / Bedeckungsveränderlicher |
| R     | 7 bis 11           | 145,5 Tage              | Mirastern                                           |

R Virginis ist ein Veränderlicher Stern vom Mira-Typ. Seine Helligkeit ändert sich stark über einen Zeitraum von 145,5 Tagen.

### Messier- und NGC-Objekte
| Messier (M) | NGC   | Vmag | Typ                 |
| ----------- | ----- | ---- | ------------------- |
| 49          |       | 8,4  | elliptische Galaxie |
| 58          |       | 9,7  | Spiralgalaxie       |
| 59          |       | 9,6  | elliptische Galaxie |
| 60          |       | 8,8  | elliptische Galaxie |
| 61          |       | 9,7  | Spiralgalaxie       |
| 84          |       | 9,1  | elliptische Galaxie |
| 86          |       | 8,9  | elliptische Galaxie |
| 87          |       | 8,6  | elliptische Galaxie |
| 89          |       | 9,8  | elliptische Galaxie |
| 90          |       | 9,5  | Spiralgalaxie       |
| 104         |       | 8,0  | Spiralgalaxie       |
|             | 4216  | 10,0 | Spiralgalaxie       |
|             | 4388  | 11,0 | Spiralgalaxie       |
|             | 4429  | 10,0 | Spiralgalaxie       |
|             | 4526  | 9,7  | Spiralgalaxie       |
|             | 4654  | 10,5 | Spiralgalaxie       |
|             | 5634  | 11   | Kugelsternhaufen    |
|             | 3C273 | 12,9 | Quasar              |

Der Virgo-Galaxienhaufen ist etwa 60 Millionen Lichtjahre entfernt. Etwa 250 seiner Mitglieder können mit einem mittleren Teleskop ab 15 cm Öffnung beobachtet werden. 11 Galaxien nahm der französische Astronom Charles Messier in seinen Katalog nebliger Objekte auf.
M 49 war die erste entdeckte Galaxie des Virgohaufens. Messier fand sie im Jahre 1771. M 49 ist das hellste Objekt des Galaxienhaufens. Bereits im Prismenfernglas ist sie als nebliger Fleck zu erkennen. Es handelt sich um eine elliptische Galaxie. Dies sind riesige Systeme, die durch Verschmelzung mehrerer Galaxien entstanden sind. Elliptische Galaxien enthalten relativ wenig interstellare Materie und weisen keine Spiralstrukturen auf.
Die Spiralgalaxie M 61 gehört ebenfalls zum Virgo-Galaxienhaufen. In einem kleinen Teleskop erscheint sie als nebliges Fleckchen. In größeren Teleskopen werden Spiralstrukturen sichtbar.
Die Galaxien M 84, M 86, M 87 und M 88 gehören zur Zentralregion des Virgohaufens. Messier entdeckte alle vier Galaxien in der Nacht des 18. März 1781.
M 84, M 86 und M 87 sind elliptische Galaxien, M 88 eine Spiralgalaxie.
M 84 gehört mit einer geschätzten Masse von etwa 800 Milliarden Sonnenmassen zu den massereichsten Galaxien, die wir kennen. Sie ist zudem eine starke kosmische Radioquelle.
M 87 ist ebenfalls eine starke Radioquelle, die als Virgo A bezeichnet wird. Langbelichtete Fotografien zeigen einen Materiejet, der aus dem Kern der Galaxie herausschießt.
Die 50 Millionen Lichtjahre entfernte Spiralgalaxie M 104 gehört nicht zum Virgohaufen. Wir sehen die Galaxie von der Seite. Im mittleren Teleskop wird ein dunkles Staubband sichtbar. Die Galaxie hat etwa die Form eines Hutes, was ihr den Namen „Sombrero-Galaxie“ einbrachte.

### Weitere Objekte
Der Quasar 3C 273 ist der Kern einer aktiven Galaxie, die sich in der Entfernung von 2,5 Milliarden Lichtjahren befindet. Er ist bereits in Teleskopen ab 10 cm Öffnung als Sternchen zu erkennen.